# Something Is Killing the Children
Something Is Killing the Children è una serie a fumetti scritta dall'autore statunitense James Tynion IV, disegnata dall'illustratore italiano Werther Dell'Edera e colorata dal fumettista spagnolo Miquel Muerto. L'opera è pubblicata in lingua originale dalla casa editrice Boom!Studios dal 2019, mentre in Italia è pubblicata a partire dal 2020 da Edizioni BD.

## Storia editoriale
Annunciata dalla casa editrice Boom!Studios come una serie di soli 5 numeri, visto il successo di pubblico e critica è stato deciso di proseguirla oltre il limite previsto inizialmente.

## Trama
Nella cittadina di Archer's Peak continuano a sparire dei bambini. Molti di loro non vengono ritrovati, mentre i pochi che fanno ritorno raccontano storie incredibili e orribili a cui nessuno vuole credere: storie di mostri terrificanti che si nascondono nell'ombra. L'unica speranza per identificare ed eliminare la minaccia si chiama Erica Slaughter, una misteriosa ragazza bionda e dagli enormi occhi azzurri da poco arrivata in città. Erica crede ai racconti dei bambini e afferma di poter vedere ed eliminare questi mostri.

## Pubblicazioni

### Serie principale
| Nr. | Data           | Titolo                            | Titolo italiano                      | Sceneggiatura   | Disegni            | Colori        | Copertina          | Prima edizione italiana                           | Data Italia   |
| --- | -------------- | --------------------------------- | ------------------------------------ | --------------- | ------------------ | ------------- | ------------------ | ------------------------------------------------- | ------------- |
| 1   | Settembre 2019 | The Angel of Archer's Peak        | Non andate nel bosco                 | James Tynion IV | Werther Dell'Edera | Miquel Muerto | Werther Dell'Edera | Something Is Killing the Children 1 (Edizioni BD) | Maggio 2020   |
| 2   | Ottobre 2019   | The Angel of Archer's Peak        | Non andate nel bosco                 | James Tynion IV | Werther Dell'Edera | Miquel Muerto | Werther Dell'Edera | Something Is Killing the Children 1 (Edizioni BD) | Maggio 2020   |
| 3   | Novembre 2019  | The Angel of Archer's Peak        | Non andate nel bosco                 | James Tynion IV | Werther Dell'Edera | Miquel Muerto | Werther Dell'Edera | Something Is Killing the Children 1 (Edizioni BD) | Maggio 2020   |
| 4   | Dicembre 2019  | The Angel of Archer's Peak        | Non andate nel bosco                 | James Tynion IV | Werther Dell'Edera | Miquel Muerto | Werther Dell'Edera | Something Is Killing the Children 1 (Edizioni BD) | Maggio 2020   |
| 5   | Gennaio 2020   | The Angel of Archer's Peak        | Non andate nel bosco                 | James Tynion IV | Werther Dell'Edera | Miquel Muerto | Werther Dell'Edera | Something Is Killing the Children 1 (Edizioni BD) | Maggio 2020   |
| 6   | Marzo 2020     | The House of Slaughter            | La casa del massacro                 | James Tynion IV | Werther Dell'Edera | Miquel Muerto | Werther Dell'Edera | Something Is Killing the Children 2 (Edizioni BD) | Ottobre 2020  |
| 7   | Giugno 2020    | The House of Slaughter            | La casa del massacro                 | James Tynion IV | Werther Dell'Edera | Miquel Muerto | Werther Dell'Edera | Something Is Killing the Children 2 (Edizioni BD) | Ottobre 2020  |
| 8   | Luglio 2020    | The House of Slaughter            | La casa del massacro                 | James Tynion IV | Werther Dell'Edera | Miquel Muerto | Werther Dell'Edera | Something Is Killing the Children 2 (Edizioni BD) | Ottobre 2020  |
| 9   | Agosto 2020    | The House of Slaughter            | La casa del massacro                 | James Tynion IV | Werther Dell'Edera | Miquel Muerto | Werther Dell'Edera | Something Is Killing the Children 2 (Edizioni BD) | Ottobre 2020  |
| 10  | Settembre 2020 | The House of Slaughter            | La casa del massacro                 | James Tynion IV | Werther Dell'Edera | Miquel Muerto | Werther Dell'Edera | Something Is Killing the Children 2 (Edizioni BD) | Ottobre 2020  |
| 11  | Ottobre 2020   | A Game of Nowhere                 | Il gioco del nulla                   | James Tynion IV | Werther Dell'Edera | Miquel Muerto | Werther Dell'Edera | Something Is Killing the Children 3 (Edizioni BD) | Luglio 2021   |
| 12  | Novembre 2020  | A Game of Nowhere                 | Il gioco del nulla                   | James Tynion IV | Werther Dell'Edera | Miquel Muerto | Werther Dell'Edera | Something Is Killing the Children 3 (Edizioni BD) | Luglio 2021   |
| 13  | Dicembre 2020  | A Game of Nowhere                 | Il gioco del nulla                   | James Tynion IV | Werther Dell'Edera | Miquel Muerto | Werther Dell'Edera | Something Is Killing the Children 3 (Edizioni BD) | Luglio 2021   |
| 14  | Gennaio 2021   | A Game of Nowhere                 | Il gioco del nulla                   | James Tynion IV | Werther Dell'Edera | Miquel Muerto | Werther Dell'Edera | Something Is Killing the Children 3 (Edizioni BD) | Luglio 2021   |
| 15  | Febbraio 2021  | A Game of Nowhere                 | Il gioco del nulla                   | James Tynion IV | Werther Dell'Edera | Miquel Muerto | Werther Dell'Edera | Something Is Killing the Children 3 (Edizioni BD) | Luglio 2021   |
| 16  | Maggio 2021    | Me and My Monster                 | Io e il mio mostro                   | James Tynion IV | Werther Dell'Edera | Miquel Muerto | Werther Dell'Edera | Something Is Killing the Children 4 (Edizioni BD) | Aprile 2022   |
| 17  | Giugno 2021    | Me and My Monster                 | Io e il mio mostro                   | James Tynion IV | Werther Dell'Edera | Miquel Muerto | Werther Dell'Edera | Something Is Killing the Children 4 (Edizioni BD) | Aprile 2022   |
| 18  | Luglio 2021    | Me and My Monster                 | Io e il mio mostro                   | James Tynion IV | Werther Dell'Edera | Miquel Muerto | Werther Dell'Edera | Something Is Killing the Children 4 (Edizioni BD) | Aprile 2022   |
| 19  | Agosto 2021    | Me and My Monster                 | Io e il mio mostro                   | James Tynion IV | Werther Dell'Edera | Miquel Muerto | Werther Dell'Edera | Something Is Killing the Children 4 (Edizioni BD) | Aprile 2022   |
| 20  | Settembre 2021 | Me and My Monster                 | Io e il mio mostro                   | James Tynion IV | Werther Dell'Edera | Miquel Muerto | Werther Dell'Edera | Something Is Killing the Children 4 (Edizioni BD) | Aprile 2022   |
| 21  | Marzo 2022     | The Road to Tribulation           | Benvenuti a Tribulation              | James Tynion IV | Werther Dell'Edera | Miquel Muerto | Werther Dell'Edera | Something Is Killing the Children 5 (Edizioni BD) | Novembre 2022 |
| 22  | Aprile 2022    | The Road to Tribulation           | Benvenuti a Tribulation              | James Tynion IV | Werther Dell'Edera | Miquel Muerto | Werther Dell'Edera | Something Is Killing the Children 5 (Edizioni BD) | Novembre 2022 |
| 23  | Maggio 2022    | The Road to Tribulation           | Benvenuti a Tribulation              | James Tynion IV | Werther Dell'Edera | Miquel Muerto | Werther Dell'Edera | Something Is Killing the Children 5 (Edizioni BD) | Novembre 2022 |
| 24  | Giugno 2022    | The Road to Tribulation           | Benvenuti a Tribulation              | James Tynion IV | Werther Dell'Edera | Miquel Muerto | Werther Dell'Edera | Something Is Killing the Children 5 (Edizioni BD) | Novembre 2022 |
| 25  | Luglio 2022    | The Road to Tribulation           | Benvenuti a Tribulation              | James Tynion IV | Werther Dell'Edera | Miquel Muerto | Werther Dell'Edera | Something Is Killing the Children 5 (Edizioni BD) | Novembre 2022 |
| 26  | Novembre 2022  | The Girl and the Hurricane        | La ragazza e l'uragano               | James Tynion IV | Werther Dell'Edera | Miquel Muerto | Werther Dell'Edera | Something Is Killing the Children 6 (Edizioni BD) | Ottobre 2023  |
| 27  | Dicembre 2022  | The Girl and the Hurricane        | La ragazza e l'uragano               | James Tynion IV | Werther Dell'Edera | Miquel Muerto | Werther Dell'Edera | Something Is Killing the Children 6 (Edizioni BD) | Ottobre 2023  |
| 28  | Gennaio 2023   | The Girl and the Hurricane        | La ragazza e l'uragano               | James Tynion IV | Werther Dell'Edera | Miquel Muerto | Werther Dell'Edera | Something Is Killing the Children 6 (Edizioni BD) | Ottobre 2023  |
| 29  | Febbraio 2023  | The Girl and the Hurricane        | La ragazza e l'uragano               | James Tynion IV | Werther Dell'Edera | Miquel Muerto | Werther Dell'Edera | Something Is Killing the Children 6 (Edizioni BD) | Ottobre 2023  |
| 30  | Marzo 2023     | The Girl and the Hurricane        | La ragazza e l'uragano               | James Tynion IV | Werther Dell'Edera | Miquel Muerto | Werther Dell'Edera | Something Is Killing the Children 6 (Edizioni BD) | Ottobre 2023  |
| 31  | Luglio 2023    | Showdown at the Easy Creek Corral | Scontro finale all'Easy Creek Corral | James Tynion IV | Werther Dell'Edera | Miquel Muerto | Werther Dell'Edera | Something Is Killing the Children 7 (Edizioni BD) | Maggio 2024   |
| 32  | Agosto 2023    | Showdown at the Easy Creek Corral | Scontro finale all'Easy Creek Corral | James Tynion IV | Werther Dell'Edera | Miquel Muerto | Werther Dell'Edera | Something Is Killing the Children 7 (Edizioni BD) | Maggio 2024   |
| 33  | Settembre 2023 | Showdown at the Easy Creek Corral | Scontro finale all'Easy Creek Corral | James Tynion IV | Werther Dell'Edera | Miquel Muerto | Werther Dell'Edera | Something Is Killing the Children 7 (Edizioni BD) | Maggio 2024   |
| 34  | Ottobre 2023   | Showdown at the Easy Creek Corral | Scontro finale all'Easy Creek Corral | James Tynion IV | Werther Dell'Edera | Miquel Muerto | Werther Dell'Edera | Something Is Killing the Children 7 (Edizioni BD) | Maggio 2024   |
| 35  | Novembre 2023  | Showdown at the Easy Creek Corral | Scontro finale all'Easy Creek Corral | James Tynion IV | Werther Dell'Edera | Miquel Muerto | Werther Dell'Edera | Something Is Killing the Children 7 (Edizioni BD) | Maggio 2024   |
| 36  | Aprile 2024    | Road Stories                      | n/a                                  | James Tynion IV | Werther Dell'Edera | Miquel Muerto | Werther Dell'Edera | Inedito                                           | n/a           |
| 37  | Maggio 2024    | Road Stories                      | n/a                                  | James Tynion IV | Werther Dell'Edera | Miquel Muerto | Werther Dell'Edera | Inedito                                           | n/a           |
| 38  | Giugno 2024    | Road Stories                      | n/a                                  | James Tynion IV | Werther Dell'Edera | Miquel Muerto | Werther Dell'Edera | Inedito                                           | n/a           |
| 39  | Luglio 2024    | Road Stories                      | n/a                                  | James Tynion IV | Werther Dell'Edera | Miquel Muerto | Werther Dell'Edera | Inedito                                           | n/a           |
| 40  | Agosto 2024    | Road Stories                      | n/a                                  | James Tynion IV | Werther Dell'Edera | Miquel Muerto | Werther Dell'Edera | Inedito                                           | n/a           |
| 0   | Novembre 2024  | n/a                               | n/a                                  | James Tynion IV | Werther Dell'Edera | Miquel Muerto | Werther Dell'Edera | Inedito                                           | n/a           |

### Spin-off
House of Slaughter
| Nr. | Data           | Titolo                       | Titolo italiano          | Soggetto                       | Sceneggiatura   | Disegni            | Colori           | Copertina          | Prima edizione italiana            | Data Italia   |
| --- | -------------- | ---------------------------- | ------------------------ | ------------------------------ | --------------- | ------------------ | ---------------- | ------------------ | ---------------------------------- | ------------- |
| -   | Agosto 2021    | Enter the House of Slaughter | n/a                      | James Tynion IV                | James Tynion IV | Werther Dell'Edera | Miquel Muerto    | Werther Dell'Edera | Inedito                            | n/a           |
| 1   | Ottobre 2021   | The Butcher's Mark           | Il marchio del Macellaio | James Tynion IV e Tate Brombal | Tate Brombal    | Chris Shehan       | Miquel Muerto    | Chris Shehan       | House of Slaughter 1 (Edizioni BD) | Novembre 2022 |
| 2   | Novembre 2021  | The Butcher's Mark           | Il marchio del Macellaio | James Tynion IV e Tate Brombal | Tate Brombal    | Chris Shehan       | Miquel Muerto    | Chris Shehan       | House of Slaughter 1 (Edizioni BD) | Novembre 2022 |
| 3   | Dicembre 2021  | The Butcher's Mark           | Il marchio del Macellaio | James Tynion IV e Tate Brombal | Tate Brombal    | Chris Shehan       | Miquel Muerto    | Chris Shehan       | House of Slaughter 1 (Edizioni BD) | Novembre 2022 |
| 4   | Gennaio 2022   | The Butcher's Mark           | Il marchio del Macellaio | James Tynion IV e Tate Brombal | Tate Brombal    | Chris Shehan       | Miquel Muerto    | Chris Shehan       | House of Slaughter 1 (Edizioni BD) | Novembre 2022 |
| 5   | Febbraio 2022  | The Butcher's Mark           | Il marchio del Macellaio | James Tynion IV e Tate Brombal | Tate Brombal    | Chris Shehan       | Miquel Muerto    | Chris Shehan       | House of Slaughter 1 (Edizioni BD) | Novembre 2022 |
| 6   | Maggio 2022    | Scarlet                      | Scarlatto                | James Tynion IV e Sam Johns    | Sam Johns       | Letizia Cadonici   | Francesco Segala | Rafael Albuquerque | House of Slaughter 2 (Edizioni BD) | Aprile 2023   |
| 7   | Luglio 2022    | Scarlet                      | Scarlatto                | James Tynion IV e Sam Johns    | Sam Johns       | Letizia Cadonici   | Francesco Segala | Rafael Albuquerque | House of Slaughter 2 (Edizioni BD) | Aprile 2023   |
| 8   | Agosto 2022    | Scarlet                      | Scarlatto                | James Tynion IV                | Sam Johns       | Letizia Cadonici   | Francesco Segala | Rafael Albuquerque | House of Slaughter 2 (Edizioni BD) | Aprile 2023   |
| 9   | Settembre 2022 | Scarlet                      | Scarlatto                | James Tynion IV                | Sam Johns       | Letizia Cadonici   | Francesco Segala | Rafael Albuquerque | House of Slaughter 2 (Edizioni BD) | Aprile 2023   |
| 10  | Ottobre 2022   | Scarlet                      | Scarlatto                | James Tynion IV                | Sam Johns       | Letizia Cadonici   | Francesco Segala | Rafael Albuquerque | House of Slaughter 2 (Edizioni BD) | Aprile 2023   |
| 11  | Gennaio 2023   | The Butcher's Return         | Il ritorno del Macellaio | James Tynion IV                | Tate Brombal    | Antonio Fuso       | Miquel Muerto    | Mateus Manhanini   | House of Slaughter 3 (Edizioni BD) | Novembre 2023 |
| 12  | Febbraio 2023  | The Butcher's Return         | Il ritorno del Macellaio | James Tynion IV                | Tate Brombal    | Antonio Fuso       | Miquel Muerto    | Mateus Manhanini   | House of Slaughter 3 (Edizioni BD) | Novembre 2023 |
| 13  | Marzo 2023     | The Butcher's Return         | Il ritorno del Macellaio | James Tynion IV                | Tate Brombal    | Antonio Fuso       | Miquel Muerto    | Mateus Manhanini   | House of Slaughter 3 (Edizioni BD) | Novembre 2023 |
| 14  | Aprile 2023    | The Butcher's Return         | Il ritorno del Macellaio | James Tynion IV                | Tate Brombal    | Antonio Fuso       | Miquel Muerto    | Mateus Manhanini   | House of Slaughter 3 (Edizioni BD) | Novembre 2023 |
| 15  | Maggio 2023    | The Butcher's Return         | Il ritorno del Macellaio | James Tynion IV                | Tate Brombal    | Antonio Fuso       | Miquel Muerto    | Mateus Manhanini   | House of Slaughter 3 (Edizioni BD) | Novembre 2023 |
| 16  | Agosto 2023    | Alabaster                    | Alabaster                | James Tynion IV                | Sam Johns       | Letizia Cadonici   | Francesco Segala | Javier Rodríguez   | House of Slaughter 4 (Edizioni BD) | Ottobre 2024  |
| 17  | Settembre 2023 | Alabaster                    | Alabaster                | James Tynion IV                | Sam Johns       | Letizia Cadonici   | Francesco Segala | Javier Rodríguez   | House of Slaughter 4 (Edizioni BD) | Ottobre 2024  |
| 18  | Ottobre 2023   | Alabaster                    | Alabaster                | James Tynion IV                | Sam Johns       | Letizia Cadonici   | Francesco Segala | Javier Rodríguez   | House of Slaughter 4 (Edizioni BD) | Ottobre 2024  |
| 19  | Novembre 2023  | Alabaster                    | Alabaster                | James Tynion IV                | Sam Johns       | Letizia Cadonici   | Francesco Segala | Javier Rodríguez   | House of Slaughter 4 (Edizioni BD) | Ottobre 2024  |
| 20  | Dicembre 2023  | Alabaster                    | Alabaster                | James Tynion IV                | Sam Johns       | Letizia Cadonici   | Francesco Segala | Javier Rodríguez   | House of Slaughter 4 (Edizioni BD) | Ottobre 2024  |
| 21  | Marzo 2024     | The Butcher's War            | n/a                      | James Tynion IV                | Tate Brombal    | Antonio Fuso       | Miquel Muerto    | Nimit Malavia      | Inedito                            | n/a           |
| 22  | Aprile 2024    | The Butcher's War            | n/a                      | James Tynion IV                | Tate Brombal    | Antonio Fuso       | Miquel Muerto    | Nimit Malavia      | Inedito                            | n/a           |
| 23  | Maggio 2024    | The Butcher's War            | n/a                      | James Tynion IV                | Tate Brombal    | Antonio Fuso       | Miquel Muerto    | Nimit Malavia      | Inedito                            | n/a           |
| 24  | Giugno 2024    | The Butcher's War            | n/a                      | James Tynion IV                | Tate Brombal    | Antonio Fuso       | Miquel Muerto    | Nimit Malavia      | Inedito                            | n/a           |
| 25  | Luglio 2024    | The Butcher's War            | n/a                      | James Tynion IV                | Tate Brombal    | Antonio Fuso       | Miquel Muerto    | Nimit Malavia      | Inedito                            | n/a           |
| 26  | Ottobre 2024   | n/a                          | n/a                      | James Tynion IV                | Sam Johns       | Letizia Cadonici   | Francesco Segala | Jorge Fornés       | Inedito                            | n/a           |
| 27  | Novembre 2024  | n/a                          | n/a                      | James Tynion IV                | Sam Johns       | Letizia Cadonici   | Francesco Segala | Jorge Fornés       | Inedito                            | n/a           |
| 28  | Dicembre 2024  | n/a                          | n/a                      | James Tynion IV                | Sam Johns       | Letizia Cadonici   | Francesco Segala | Jorge Fornés       | Inedito                            | n/a           |
| 29  | Gennaio 2025   | n/a                          | n/a                      | James Tynion IV                | Sam Johns       | Letizia Cadonici   | Francesco Segala | Jorge Fornés       | Inedito                            | n/a           |
| 30  | Febbraio 2025  | n/a                          | n/a                      | James Tynion IV                | Sam Johns       | Letizia Cadonici   | Francesco Segala | Jorge Fornés       | Inedito                            | n/a           |

Books of Slaughter
| Data          | Titolo            | Titolo italiano | Sceneggiatura   | Disegni            | Colori        | Copertina | Prima edizione italiana | Data Italia |
| ------------- | ----------------- | --------------- | --------------- | ------------------ | ------------- | --------- | ----------------------- | ----------- |
| Dicembre 2022 | Book of Slaughter | n/a             | James Tynion IV | Werther Dell'Edera | Miquel Muerto | Dan Mora  | Inedito                 | n/a         |
| Dicembre 2023 | Book of Butcher   | n/a             | James Tynion IV | Werther Dell'Edera | Miquel Muerto | Dan Mora  | Inedito                 | n/a         |
| Dicembre 2024 | Book of Cutter    | n/a             | James Tynion IV | Werther Dell'Edera | Miquel Muerto | Dan Mora  | Inedito                 | n/a         |

A Monster Hunter Walks into a Bar
Fumetto pubblicato all'interno della serie antologica Hello Darkness dall'albo 1 all'albo 6.
| Data           | Titolo italiano | Sceneggiatura   | Disegni            | Colori        | Copertina    | Prima edizione italiana | Data Italia |
| -------------- | --------------- | --------------- | ------------------ | ------------- | ------------ | ----------------------- | ----------- |
| Luglio 2024    | n/a             | James Tynion IV | Werther Dell'Edera | Miquel Muerto | Paolo Rivera | Inedito                 | n/a         |
| Agosto 2024    | n/a             | James Tynion IV | Werther Dell'Edera | Miquel Muerto | Paolo Rivera | Inedito                 | n/a         |
| Settembre 2024 | n/a             | James Tynion IV | Werther Dell'Edera | Miquel Muerto | Paolo Rivera | Inedito                 | n/a         |
| Ottobre 2024   | n/a             | James Tynion IV | Werther Dell'Edera | Miquel Muerto | Paolo Rivera | Inedito                 | n/a         |
| Novembre 2024  | n/a             | James Tynion IV | Werther Dell'Edera | Miquel Muerto | Paolo Rivera | Inedito                 | n/a         |
| Dicembre 2024  | n/a             | James Tynion IV | Werther Dell'Edera | Miquel Muerto | Paolo Rivera | Inedito                 | n/a         |

## Riconoscimenti
2020
- Candidata come Miglior nuova serie agli Eisner Award[2].
- Candidata come Miglior serie ai Ringo Award.
- Candidata come Serie dell'anno agli Harvey Award[3].

2021
- Miglior scrittore a James Tynion IV agli Eisner Award[4].

2022
- Miglior scrittore a James Tynion IV agli Eisner Award[5].
- Miglior serie regolare agli Eisner Award[5].
- Candidatura come Superior Achievement in a Graphic Novel ai Bram Stoker Awards[6].
- Miglior serie ai Ringo Award[7].
- Miglior numero singolo per il 20° albo ai Ringo Award[7].

## Serie tv
Nel 2021 Netflix ha annunciato di star sviluppando un adattamento televisivo del fumetto. A Febbraio 2023 è stato annunciato che gli ideatori di Dark e 1899 Baran bo Odar e Jantje Friese sono stati assunti   in sostituzione di Mike Flanagan che ha abbandonato il progetto per divergenze creative. Ad Agosto 2024 James Tynion IV ha discusso con Netflix a Berlino della serie e ha condiviso su instagram un'immagine della bozza del secondo episodio.